# Głębokie (miasto)
Głębokie (biał. Глыбокае, Hłybokaje; ros. Глубокое, Głubokoje) – miasto na Białorusi, w obwodzie witebskim, siedziba rejonu głębockiego, 80 km na południowy zachód od Połocka.
Miasto położone jest na drodze Połock – Wilno i na linii kolejowej Królewszczyzna – Woropajewo. Liczy 18 921 mieszkańców (2016). W jego granicach leżą dwa jeziora: Kahalne i Wielkie.

## Historia

### Wielkie Księstwo Litewskie
Pierwsze wzmianki w źródłach historycznych na temat Głębokiego pochodzą z 1414 r. i tę datę uznaje się za czas założenia miejscowości. W 1514 r. Głębokie pojawia się w Metryce Wielkiego Księstwa Litewskiego jako dwór i centrum majątku Zenowiczów.
Część północna należała do Korsaków, południowa do Zenowiczów. Naturalną granicę osady wyznaczała rzeczka Bereźwica (Brzozówka), stanowiąca także granicę województwa połockiego, do którego należało Głębokie. Dobra Zenowiczów leżały na obszarze przygranicznym, stanowiąc ważny przyczółek w walce o Inflanty. Zostały spustoszone przez wojska moskiewskie w 1562 r., gdy Iwan Groźny zaatakował Litwę.
W okresie Rzeczypospolitej Obojga Narodów przez Głębokie przechodził ważny szlak handlowy Wilno – Połock. Walory strategiczne i ekonomiczne miasteczka sprawiły, że w 1563 r. zajął je Iwan Groźny, który wypędził dotychczasowych właścicieli i wpisał je do tzw. Piescowoj Knigi, czyli rejestru dóbr podległych bezpośrednio carowi. Władca Moskwy zaproponował nawet królowi Zygmuntowi Augustowi zmianę granic, które miałyby przebiec wzdłuż Bereźwicy, Dzisny i Dźwiny.
Miasto zostało odbite przez Stefana Batorego, co usankcjonował w 1582 r. rozejm w Jamie Zapolskim. Głębokie powróciło do swych właścicieli. Część południowa należała wówczas do kasztelana smoleńskiego Jerzego Mikołajewicza Zenowicza, który pod wpływem Mikołaja Czarnego Radziwiłła przeszedł na kalwinizm. Jego syn, wojewoda brzeski Krzysztof Zenowicz ufundował w Głębokiem zbór, który podobnie jak dwór, nie przetrwał do naszych czasów. Później Zenowiczowie powrócili do katolicyzmu. Pod koniec XVI w. następny właściciel Głębokiego Mikołaj Bogusław Zenowicz wystawił kościół katolicki pod wezwaniem św. Michała, który został doszczętnie zniszczony w czasie najazdu moskiewskiego w 1654 r. Po śmierci Mikołaja w 1621 r. dobra głębockie otrzymała jego córka Anna Zofia, która poślubiła kasztelana wileńskiego Albrychta Władysława Radziwiłła. Po śmierci Anny i jej męża południowa część Głębokiego znalazła się w rękach Radziwiłłów.
Północna część Głębokiego pod koniec XVI w. należała do Eliasza Korsaka, a następnie do Józefa Korsaka, który jako starosta mścisławski w 1628 r. ufundował kościół katolicki (późniejszy parafialny). W 1639 r. Józef Korsak został wojewodą mścisławskim; z tej okazji ufundował drugi kościół wraz z klasztorem karmelitów bosych. Po jego śmierci w 1643 r. karmelici stali się właścicielami północnej części dóbr głębockich.
W 1654 r. Głębokie najechały wojska moskiewskie. 2 sierpnia tego roku miasteczko zdobyły wojska Wasyla Szeremietiewa, zamek został spalony, a dowodzący obroną Piotr Biegański dostał się do niewoli. Głębokie zostało zamienione na fortecę. W rękach Moskwy pozostawało aż do 6 listopada 1661 r., gdy wojska Stefana Czarnieckiego rozbiły pod pobliskimi Kuszlikami wojska Chowańskiego, odrzucając go aż pod Połock. Jeszcze w XIX w. w całej okolicy znajdowano „kościotrupy i halabardy”. Ucierpiała wówczas zabudowa; w części karmelitów spalił się kościół parafialny, w części Radziwiłłów – kościół św. Michała. Po bitwie dla ochrony pogranicza litewsko-moskiewskiego rozlokowano tu chorągiew węgierską. W 1667 r. mieszczanie głęboccy napadli na rozkwaterowane wojska. Prawdopodobnie to karmelici podżegli tłum, a przyczyną była uciążliwość węgierskiej „ochrony”. Sprawę rozwiązał rozejm z Moskwą, zawarty w Andruszowie w 1667 r.
Podczas Wielkiej Wojny Północnej, w 1700 r. spaliła się część radziwiłłowska miasta, a 500 mieszczan utraciło domostwa. Poprawa sytuacji nastąpiła z początkiem XVIII w. Miasto znów stało się ważnym ośrodkiem handlowym, rozwijanym tym razem przez napływową ludność żydowską. Zmieniły się kierunki handlu – miejsce Wilna i Połocka zajął Królewiec. Rozwijały się karczmy. Pod koniec XVIII w. w Głębokiem mieszkało 3 tys. osób, a w samej części radziwiłłowskiej – 785 Żydów. Nastąpił też renesans edukacji. W 1775 r. dyrektorem szkoły parafialnej został Józef Augustynowicz, który wprowadził reformy Komisji Edukacji Narodowej.
Miasto magnackie położone było w końcu XVIII w. w powiecie oszmiańskim województwa wileńskiego.

### Zabór rosyjski
W wyniku II rozbioru Polski w 1793 r. Głębokie znalazło się w zaborze rosyjskim. W czasie insurekcji kościuszkowskiej w 1794 r., w miasteczku wybuchły zamieszki, zdławione przez Rosjan. W 1812 r. przeszła tędy Wielka Armia, idąca na Moskwę. Od 18 lipca, przez kilka dni w klasztorze karmelitańskim mieszkał Napoleon Bonaparte ze swoim sztabem.
Ostatnim właścicielem części południowej z dynastii Radziwiłłów był książę Dominik Radziwiłł, ordynat nieświeski. Po jego śmierci u boku Napoleona pod Hanau w 1813 r. dobra radziwiłłowskie powinny przejść w ręce córki Stefanii, jednak władze rosyjskie przekazały je pruskiej linii rodu. Doszło do procesu, ostatecznie korzystnego dla Stefanii Radziwiłłówny. Po jej śmierci dobra stały się własnością Wittgensteinów.

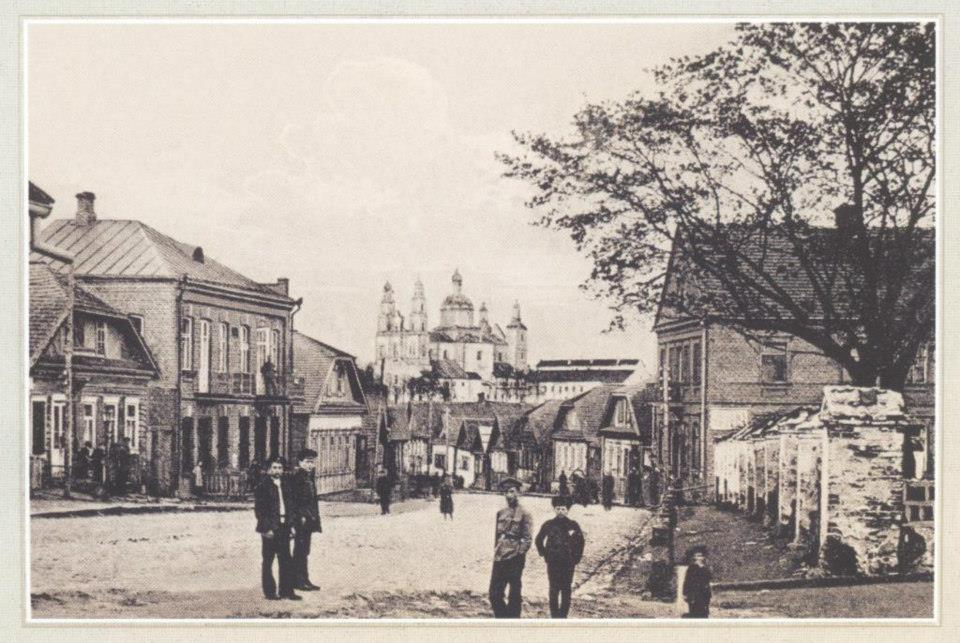
Głębokie na pocz. XX w.

W 1881 r. nadal widoczna była „dwoistość” Głębokiego. Pisano, że „składa się jakby z dwóch nierównej wielkości miasteczek, przedzielonych rzeczką, wpadającą do jeziora”. Miało wówczas stację pocztową na trakcie Wilejka – Dzisna, jednostkę policji, zarząd gminy włościańskiej, szkółkę wiejską, młyny, browary, gorzelnię. Poza kościołem św. Trójcy były tu dwie cerkwie prawosławne (murowana parafialna i drewniana filialna) oraz „kilka” żydowskich domów modlitwy. Na początku XX w. petersburski słownik Brokhausa i Efrona precyzował liczbę tych domów modlitwy na 6; oprócz nich istniała też synagoga.
Na początku XX w. miasteczko miało nadal charakter przede wszystkim rzemieślniczo-handlowy. Liczyło około 7 tys. mieszkańców, z czego 2/3 stanowili Żydzi. W 1906 r. powstało Towarzystwo Dobroczynności, które otoczyło opieką dom starców oraz starało się reaktywować szkolnictwo. W czasie I wojny światowej zorganizowało kursy dla nauczycieli ludowych, mających uczyć po polsku w okolicznych szkołach początkowych. Do 1918 r. udało się uruchomić 18 takich placówek. W okresie 1915–1918 Głębokie znajdowało się w obszarze przyfrontowym. W 1916 r. Niemcy wybudowali kolejkę wąskotorową do stacji Królewszczyzna. W 1917 r. w wyniku zniszczeń wojennych w mieście przetrwało jedynie 111 domów. W lutym 1918 r. Głębokie zajęły wojska Cesarstwa Niemieckiego.

### II Rzeczpospolita

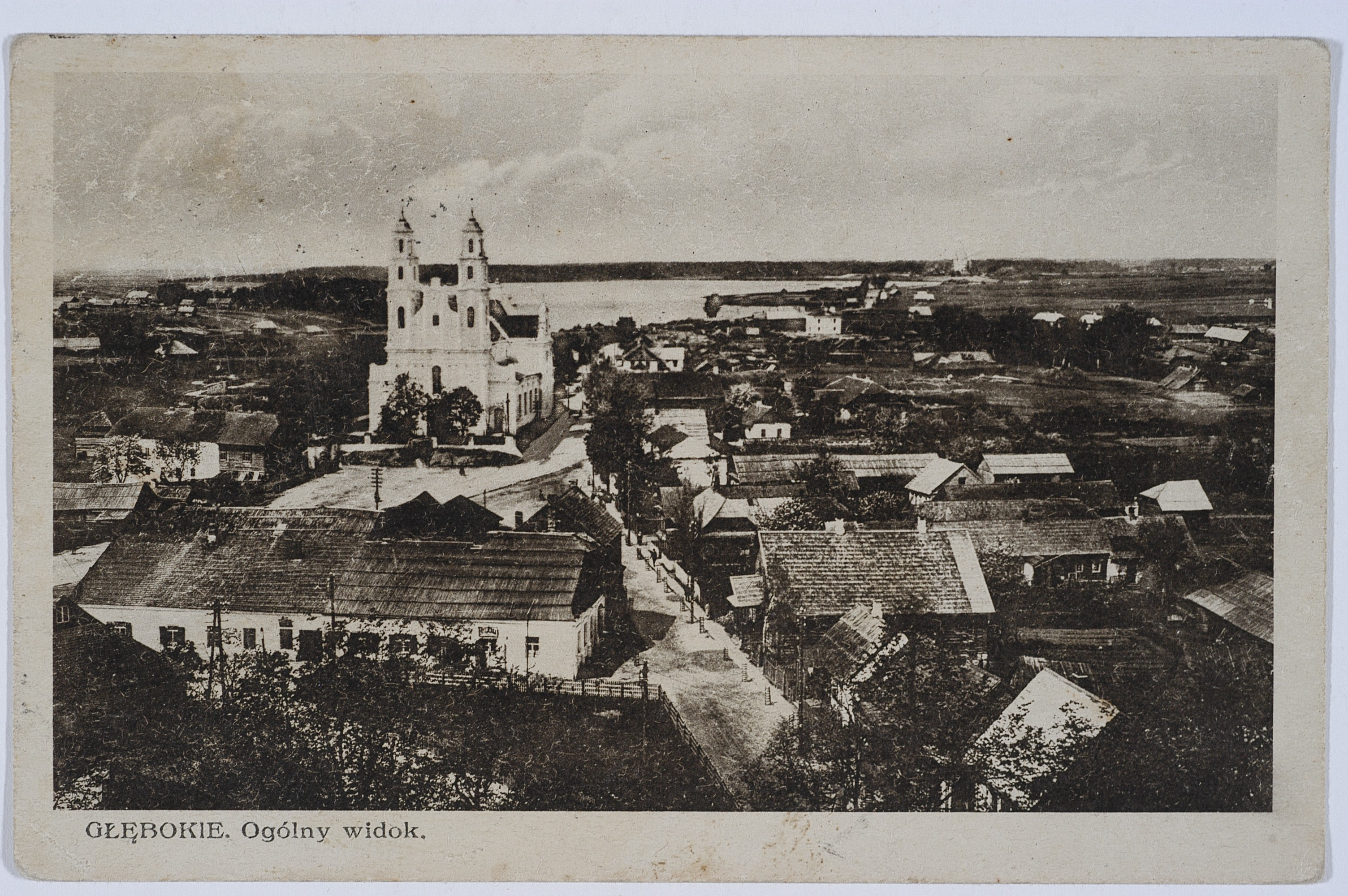
Głębokie za czasów II RP

25 marca 1918 r. Głębokie ogłoszono częścią Białoruskiej Republiki Ludowej. W grudniu 1918 r. miasto zostało zajęte przez bolszewików, a 1 stycznia 1919 r. na mocy uchwały I Zjazdu Komunistycznej Partii Białorusi weszło w skład Białoruskiej SRR. 21 sierpnia 1919 r. Głębokie zostało zajęte przez front Litewsko-Białoruski Wojska Polskiego. Na podstawie rozporządzenia Komisarza Generalnego Ziem Wschodnich z 24 października władze powiatu dziśnieńskiego przeniesiono tymczasowo z Dzisny do Głębokiego.
Między 4 a 13 czerwca 1920 r. oddziały dowodzonej przez gen. Kazimierza Sosnkowskiego Armii Rezerwowej zadały ciężkie straty prawemu skrzydłu sowieckiej XV armii, odrzucając je za rzekę Autę. 5 lipca 1920 w pobliżu miasta miała miejsce kolejna bitwa, w której po obu stronach poległo 1,5 tys. żołnierzy. W wyniku ofensywy Tuchaczewskiego miasto przeszło w ręce bolszewików. W październiku 1920 Polacy ostatecznie odzyskali miejscowość. W 1921 r. traktat ryski oficjalnie potwierdził przynależność Głębokiego do II Rzeczypospolitej. Miejscowość otrzymała status miasta i stała się centrum administracyjnym powiatu dziśnieńskiego oraz siedzibą gminy Głębokie, od 19 lutego 1921 r. w składzie województwa nowogródzkiego, następnie od 13 kwietnia 1922 r. Ziemi Wileńskiej i wreszcie od 20 stycznia 1926 r. – województwa wileńskiego. 10 listopada 1933 r. w granice miasta włączono kolonię Gliniszcza i majątek Głębokie.

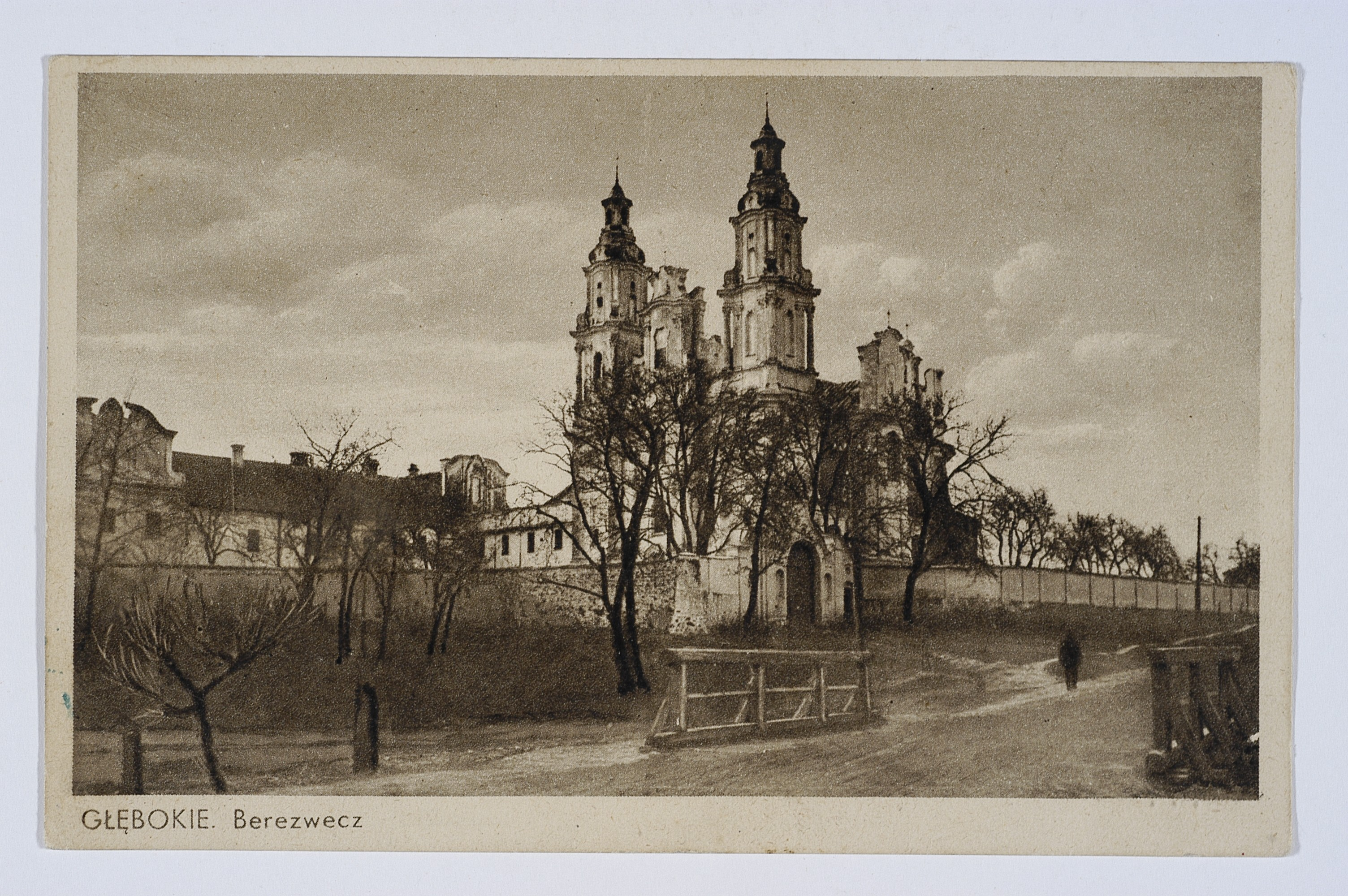
Kościół Świętych Apostołów Piotra i Pawła i klasztor Bazylianów w Berezweczu za czasów II RP

Według Powszechnego Spisu Ludności z 1921 r. zamieszkiwało tu 4514 osób, 709 było wyznania rzymskokatolickiego, 894 prawosławnego, 3 ewangelickiego, 13 staroobrzędowego, 2844 mojżeszowego, 51 mahometańskiego. Jednocześnie 2220 mieszkańców zadeklarowało polską przynależność narodową, 819 białoruską, 1418 żydowską, 33 tatarską, 21 rosyjską, 1 litewską, 1 estońską i 1 ukraińską. Było tu 661 budynków mieszkalnych. W 1921 r., Głębokie zamieszkiwało 2844 Żydów, co stanowiło 63% jego mieszkańców. W 1931 r. w 1081 domach zamieszkiwało 7361 osób.
Tuż przed wybuchem II wojny światowej Głębokie liczyło 9,7 tys. mieszkańców, działał zakład cukierniczy, garbarnia, młyn, administracja powiatu, poczta, gimnazjum polskie, prywatne sklepy i składy towarów. W każdy czwartek odbywał się targ, a także czterokrotnie w ciągu roku – kiermasze. W Berezweczu k. Głębokiego stacjonował pułk KOP i placówka wywiadowcza KOP nr 3.
17 września 1939 r. w wyniku agresji ZSRR na Polskę miasteczko zostało zajęte przez Armię Czerwoną.

### II wojna światowa
Wkrótce po wkroczeniu wojsk sowieckich, 2 listopada 1939 r., Głębokie zostało włączone w skład Białoruskiej SRR. 4 grudnia 1939 r. miejscowość znalazła się na obszarze nowo utworzonego obwodu wilejskiego. 15 stycznia 1940 r. została centrum administracyjnym rejonu głębockiego.

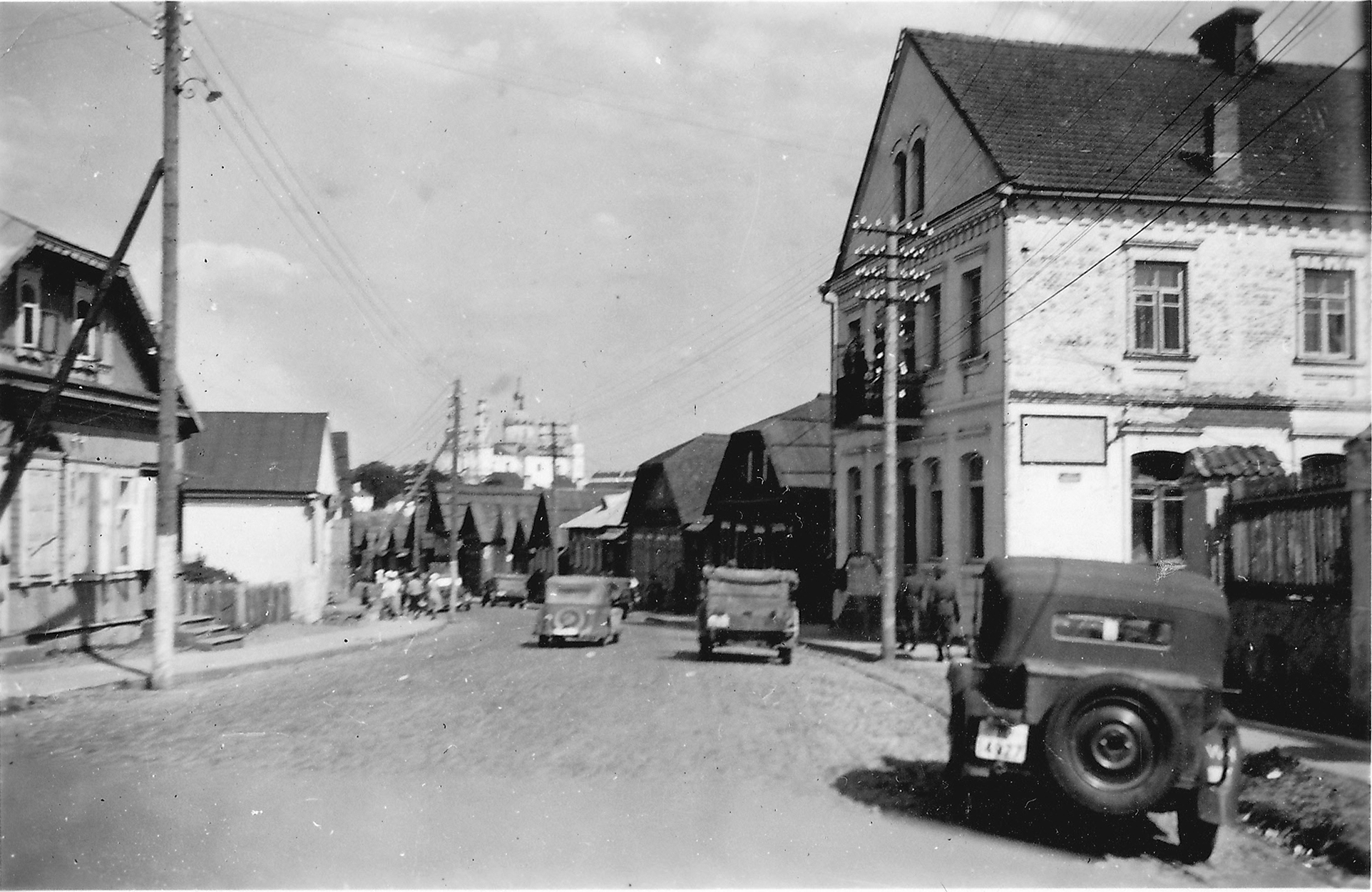
Głębokie w czasie okupacji

W czasie ewakuacji więźniów z Berezwecza do Witebska, w czerwcu 1941 r. NKWD zamordowało od kilkuset do kilku tysięcy więźniów. Większość więźniów (najwięcej Polaków) zamordowano w Mikołajewie nad Dźwiną koło Ułły. Dwaj oficerowie odpowiedzialni za egzekucję 714 więźniów zostali skazani na śmierć we wrześniu 1941 r., a trzy osoby na 10 lat obozu.
2 lipca 1941 r. miasto zostało zajęte przez Niemców, którzy ulokowali tutaj stolicę dystryktu Komisariatu Rzeszy Wschód. Z tego powodu w miasteczku rozlokował się garnizon, były też magazyny wojskowe. Pomimo dużych trudności w funkcjonowaniu struktur państwa podziemnego, na terenie miasteczka działali członkowie organizacji sabotażowo-dywersyjnej „Wachlarz”.
We wrześniu 1941 r. Niemcy utworzyli getto. Podczas jego likwidowania w lipcu 1943 r. wybuchło w getcie antyhitlerowskie powstanie zbrojne. Żydzi głęboccy zostali wymordowani przez Niemców w pobliskim Berezweczu.
3 lipca 1944 r. do miasta wkroczyła Armia Czerwona.

## Obecnie

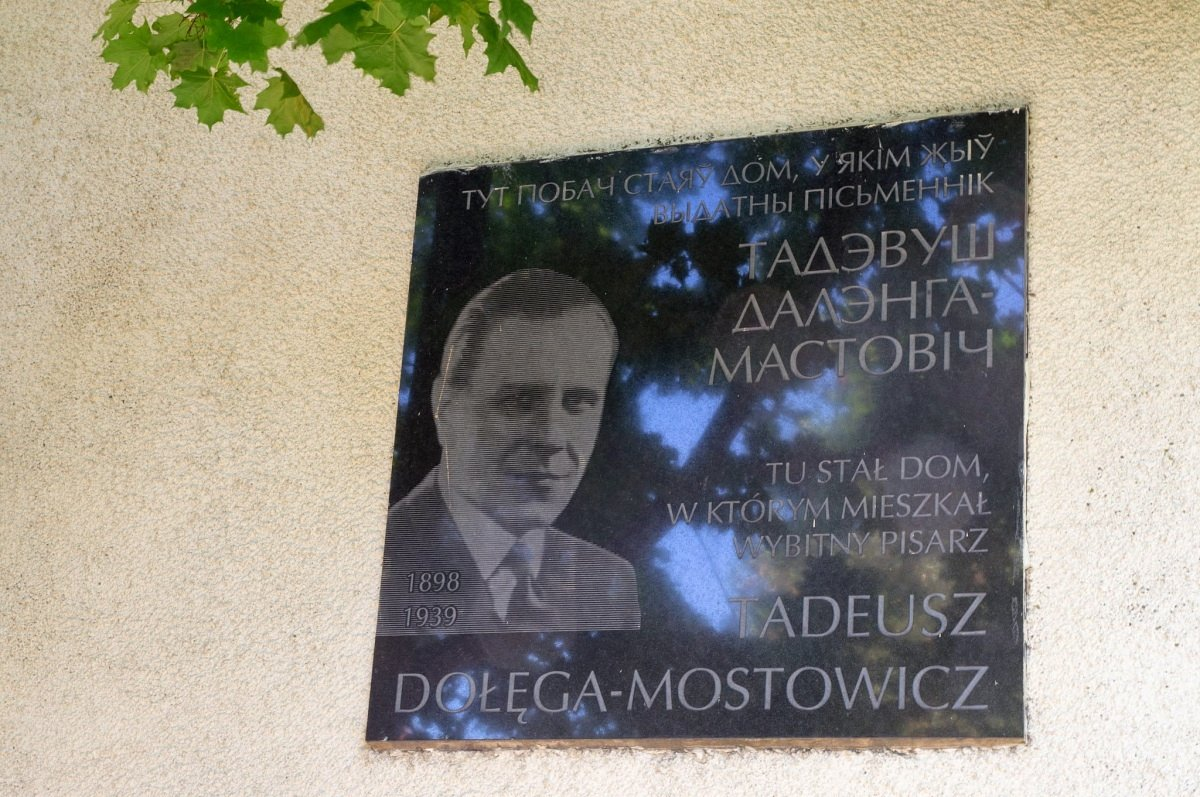
Tablica upamiętniająca Tadeusza Dołęgę-Mostowicza niedaleko miejsca, w którym znajdował się dom rodzinny pisarza

Na miejscowym cmentarzu katolickim zachowały się groby rodziców Tadeusza Dołęgi-Mostowicza, ojca Stefana i matki Stanisławy z Potopowiczów. W 1998 roku na tylnej ścianie budynku, w pobliżu którego znajdował się dom Mostowiczów, wmurowano dwujęzyczną tablicę upamiętniającą pisarza.
W 2008 r. na domu przy ul. Gorkiego umieszczono tablicę upamiętniającą urodzonego w Głębokiem Klaudiusza Duż-Duszewskiego.
W lipcu 2009 r. na terenie prawosławnego soboru Narodzenia Najświętszej Bogurodzicy w trakcie prac porządkowych wierni znaleźli szczątki Polaków. Przeprowadzono postępowanie sprawdzające, a kości zostały zasypane, oficjalnie z powodu odoru. Według Prokuratora Rejonowego w Głębokiem szczątki pochodzą z okresu okupacji niemieckiej. Historycy uważają, że prawdopodobnie pochowano tu ofiary NKWD z lat 1940–1941. Wskazują na to m.in. znalezione łuski z rewolweru Nagant, będącego na wyposażeniu sowieckich organów bezpieczeństwa.
W okresie sowieckim na dawnym Placu Kościuszki wybudowano budynek Rejonowego Komitetu Wykonawczego, a na dawnym placu 3 Maja (ob. placu 17 września) wzniesiono pomnik Włodzimierza Lenina. 2 września 2012 r. podczas obchodów święta piśmiennictwa i druku, na placu 17 września odsłonięto 8 pomników upamiętniających znanych ludzi pochodzących z tych stron. Są wśród nich Józef Korsak, Wacław Łastowski, Ignacy Bujnicki, Józef Drozdowicz, Eliezer ben Jehuda, Aleś Dubrowicz, Paweł Suchoj i Piotr Kozłow. Pomniki sfinansowało ministerstwo kultury Białorusi. W 2014 r. na tym placu odsłonięto pomnik Jezusa i Samarytanki. W dniach 4–5 lipca 2014 r. obchodzono 600-lecie istnienia miasta. Na placu 17 września odsłonięto popiersie Jerzego Sobolewskiego, białoruskiego profesora, założyciela białoruskiej szkoły geotechniki. Na uroczystości zostali zaproszeni potomkowie rodu Korsaków.
Konstruktora lotniczego Pawła Suchoja upamiętniają w mieście dwa samoloty: myśliwiec SU-17M znajdujący się przy skrzyżowaniu dróg R3 i R45 oraz bombowiec Su-24 znajdujący się nad jeziorem Kahalnym, na wzgórzu Kapitanicha, przy Szkole Średniej nr 1 im. Pawła Suchoja. W szkole tej mieści się muzeum patrona.
W parku zwycięstwa znajduje się pomnik radzieckich żołnierzy poległych podczas II wojny światowej oraz pomnik 5 mieszkańców poległych podczas radzieckiej interwencji w Afganistanie. Z okazji 100-lecia Sił Zbrojnych Białorusi w parku umieszczono sprzęt wojskowy, m.in. samolot myśliwski Su-27P, bojowy wóz piechoty BMP-1P, bojowy wóz piechoty BMD-1, transporter opancerzony BTR-60 i czołg T-72. Ponadto w parku znajdują się popiersia poetów: Puszkina, Jesienina, Kołasa i Bogdanowicza. Umieszczono tam również popiersie Bolesława Łapyra, agronoma powiatu dziśnieńskiego w latach 30. XX w., naczelnika powiatu głębockiego w okresie okupacji niemieckiej.

## Herb i flaga
Herb i flaga Głębokiego zostały ustanowione 20 stycznia 2006 r. ukazem prezydenta Białorusi nr 36.

## Demografia
| Obecne                 | Historyczne                      | II RP                                        |
| ---------------------- | -------------------------------- | -------------------------------------------- |
|                        | Rynek Główny                     | Plac Kościuszki                              |
| Plac 17 września       | Rynek                            | Plac 3 maja                                  |
| 3 lipca                | Mostowa                          | Mostowa                                      |
| Jeziorna               | Jeziorna                         | Jeziorna                                     |
| Wolna                  | Wolna                            | Piłsudskiego                                 |
| Gagarina               | Niska                            | Białostocka                                  |
| Kirowa                 | Dworna                           | Radziwiłłowska                               |
| Lenina                 | Wileńska (część) Zamkowa (część) | Wileńska (część zach.) Zamkowa (część wsch.) |
| Czerwonych Partyzantów |                                  | Dąbrowskiego                                 |
| Maksima Gorkiego       | Połocka Kopciowa                 | Henryka Sienkiewicza                         |
| Moskiewska             | Dokszycka                        | Warszawska Stefana Batorego                  |
| Młyńska                | Młyńska                          | Młynarska                                    |
| Pionierska             | Włościańska                      | Wiejska                                      |
| Sowiecka               | Wielka Klabańska Berezwecka      | Krakowska                                    |
| Czapajewa              | Górna?                           | Persa                                        |
| Dworcowa               | Dworcowa                         | Kolejowa                                     |
| Szkolna                | Tatarska                         | Tatarska                                     |
| Szpitalna              | Szpitalna                        | Szpitalna                                    |
| Engelsa                | Drujska                          | Łomżyńska                                    |
| Komsomolska            |                                  | Narutowicza                                  |
| Armii Czerwonej        |                                  | Legionowa                                    |
| Mińska                 |                                  | Pirackiego                                   |
| 1 Maja                 |                                  | Mickiewicza                                  |
| Majakowskiego          |                                  | Poniatowskiego                               |
| Dzierżyńskiego         |                                  | Królewska Słowackiego                        |
| Polewaja               |                                  | Polna Zaułek Łomżyński                       |
| Ostrowskiego           |                                  | Poselska                                     |
| Komunistyczna          |                                  | Bandurskiego                                 |
| Międzynarodowa         |                                  | Asza                                         |
| Nie istnieje           | Karmelicka                       |                                              |

## Zabytki
- Sobór Narodzenia NMP – były kościół karmelitów bosych pw. Wniebowzięcia NMP (1730–1735), obecnie cerkiew prawosławna.
- Kościół Trójcy Świętej w Głębokiem – kościół katolicki, parafialny pod wezwaniem Świętej Trójcy ufundowany przez wojewodę mścisławskiego i starostę dziśnieńskiego Józefa Korsaka w 1628 r. Kościół Św. Trójcy jest jednym z niewielu na terenie obecnej Białorusi czynnych nieprzerwanie od czasu fundacji.
- Kościół i klasztor bazylianów w Berezweczu – obecnie część miasta Głębokie. Ufundowany w 1637 r. przez Józefa Korsaka. Początkowo drewniany, murowany wystawiono w latach 1756–1767. Zakon bazylianów skasowano w 1839 r.; zespół klasztorny w II połowie XIX w. zamieniono na monastyr prawosławny. W okresie międzywojennym cerkiew klasztorną przywrócono katolikom, a w klasztorze umieszczono KOP. We wrześniu 1939 r. NKWD urządziło w nim więzienie dla Polaków. Zachował się korpus klasztorny. Kościół pobazyliański, przykład pięknego baroku wileńskiego, zniszczono w 1970 r. z polecenia miejscowych władz. W pozostałościach budynku klasztornego bazylianów obecnie znajduje się więzienie.
- Kaplica cmentarna na „Kopciówce” – pw. św. Eliasza (XVII w.) – fundacji Józefa Korsaka. Świątynią opiekowali się karmelici (stąd wzięło się wezwanie św. Eliasza, założyciela Zakonu pustelników z Góry Karmel). Około 1775 r. świątynię przebudowano. W 1865 r. kaplicę zabrano na cerkiew, a w 1921 r. została odzyskana przez katolików. Budynek był wówczas znany jako kościół rektorski „szkolny” pw. Najświętszego Serca Pana Jezusa na cmentarzu; w latach 1928–1938 w kościele posługiwał ks. Kazimierz Mirynowski. W 1932 r. dokonano renowacji świątyni, w 1938 r. rektor kościoła ks. Mirynowski obsługiwał ponadto kaplice: Soroki i Koraby. Obecnie nieużywana.
- Zabudowa w stylu zakopiańskim, lata 1920–1930. W mieście wzniesiono lub przebudowano sześć domów w stylu zakopiańskim. Znajdują się one na ulicach Wolnej i Komsomolskiej (dawnej Narutowicza). Identyczne wzniesiono też w Brasławiu i Szarkowszczyźnie (rejon świsłocki). 2 domy w tym stylu wzniesiono również w Berezweczu. Wszystkie domy pokryte były metalową dachówką. W skład kompleksu wchodziły również posadzone modrzewie.

## Zniszczone zabytki

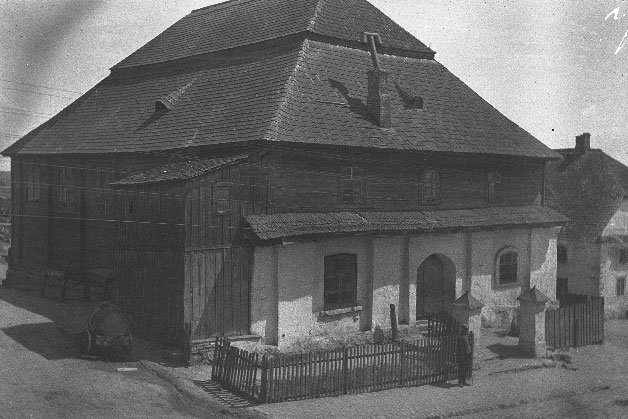
Synagoga w 1916 r.

- Zamek w Głębokiem, istniał od XVI do XVIII w. W sierpniu 2005 r. zburzono resztki muru, pozostałość pałacu Radziwiłłów. W jego miejscu wybudowano budynek, w którym działała kawiarnia, a później sklep.
- Cerkiew św. Trójcy, wybudowana w XVII w., zniszczona w 1880 r.
- Synagoga, wybudowana około XVIII w., zniszczona po 1941 r.
- Kaplica św. Jozafata, wybudowana prawdopodobnie w XVII w., przebudowywana w XIX w. i w latach 30. XX w., zburzona w 1958 r.
- Kaplica św. Krzyża, wybudowana prawdopodobnie w XVII w., zniszczona w 1944 r.
- Meczet wzniesiony w 1931 r., spłonął w 1944 r.
- Cmentarz ofiar wojny polsko-bolszewickiej w Berezweczu, zburzony w 1949 r.

## Religia

### Cerkiew prawosławna
W mieście działa parafia pw. Narodzenia Najświętszej Bogurodzicy, należąca do dekanatu głębockiego eparchii połockiej i głębockiej Egzarchatu Białoruskiego Patriarchatu Moskiewskiego. Jest największą pod względem liczby wiernych parafią w eparchii. Świątynią parafialną jest sobór konkatedralny pw. Narodzenia Najświętszej Bogurodzicy.
W dzielnicy Berezwecz znajduje się żeński monaster św. Michała Archanioła.

### Kościół rzymskokatolicki

#### Parafia
W 1628 r. powstała rzymskokatolicka parafia w Głębokiem. Pierwszy drewniany kościół ufundował Józef Korsak. Parafia liczy około 6000 wiernych.

### Kościół protestancki
Świątynię parafii protestanckiej wzniesiono w latach 90. XX w.

## Cmentarze
- Cmentarz katolicko-prawosławny „Kopciówka” przy ul. Maksyma Gorkiego – znajduje się na nim między innymi nagrobek Elżbiety de Magnus Jeleńskiej (Kulikowskiej), (1812–1879), kolumna upamiętniająca Konstytucję 3 maja 1791 r. oraz brama dawnego klasztoru karmelitów bosych. Na cmentarzu znajduje się kwatera 105 polskich żołnierzy poległych w wojnie polsko-bolszewickiej[33] oraz kwatera Policji Państwowej z 7 grobami z lat 20. XX w.[34] W latach 2017–2018 nagrobki odnowiono z funduszy MKiDN[35][36], w dniu 23 sierpnia 2019 r. poświęcił je biskup witebski Aleh Butkiewicz. W uroczystości wziął udział wicemarszałek Sejmu Ryszard Terlecki[37]. Na skraju kwatery znajduje się lapidarium utworzone z ocalałych fragmentów nagrobków cmentarza żołnierzy poległych w wojnie polsko-bolszewickiej w Berezweczu, zburzonego w 1949 r.[38] Na wzniesieniu widoczna jest kaplica św. Eliasza. Z cmentarza rozciąga się widok na sobór Narodzenia NMP (dawny kościół karmelitów bosych).
- Cmentarz prawosławny przy ul. Polewaja.
- Cmentarz żydowski przy ul. Engelsa – został zniszczony przez Niemców w latach 1941–1944.

## Ludzie związani z Głębokiem
- Ludwik Muzyczka – piłsudczyk, starosta dziśnieński, członek Komendy Głównej AK
- Tadeusz Dołęga-Mostowicz – polski pisarz, prozaik, scenarzysta
- Krzysztof Mikołaj Dorohostajski – marszałek wielki litewski, dowódca wojskowy, poeta
- Klaudiusz Duż-Duszewski – białoruski działacz polityczny, publicysta, wydawca i tłumacz
- Witold Gliński – zesłaniec, rzekomy uczestnik słynnej ucieczki z gułagu
- Janka Hińko – białoruski działacz niepodległościowy
- Ireneusz Ihnatowicz – polski historyk, archiwista, profesor Uniwersytetu Warszawskiego
- Rajmund Kalicki – eseista, tłumacz literatury iberoamerykańskiej
- Józef Korsak Głębocki – wojewoda mścisławski, fundator kościołów w Głębokiem
- Samuel Mohylewer – wieloletni naczelny rabin białostockiej gminy żydowskiej
- Zygmunt Rudomino – polski kontradmirał, żołnierz piechoty i morski oficer pokładowy okrętów podwodnych
- Leonard Rzeczycki – polski fotografik
- Paweł Suchoj – radziecki konstruktor lotniczy
- Wacław Szuniewicz – polski prezbiter katolicki, misjonarz św. Wincentego a Paulo, lekarz okulista i pediatra
- Michaś Zuj – białoruski działacz narodowy

Galeria
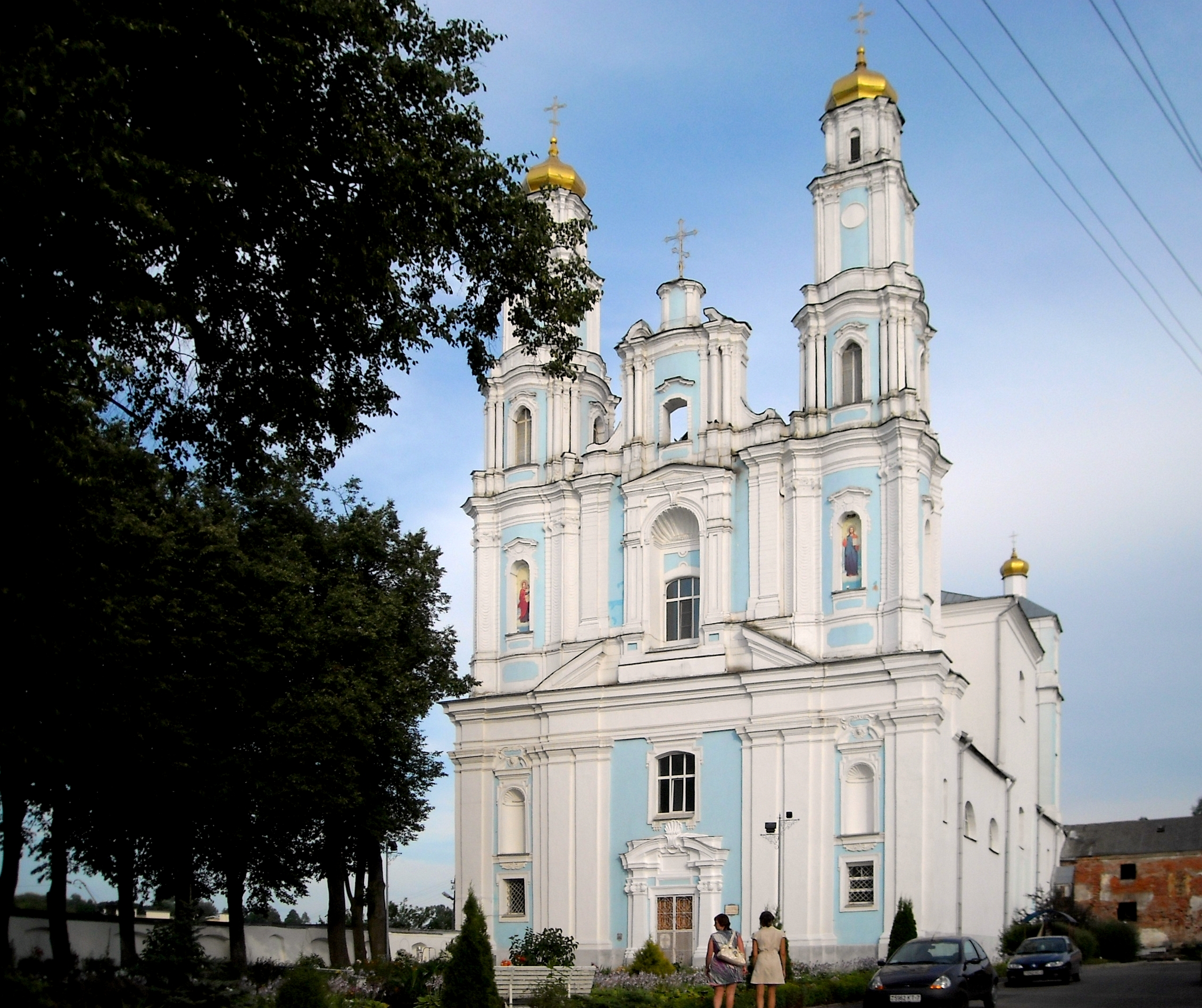
Sobór Narodzenia Najświętszej Bogurodzicy
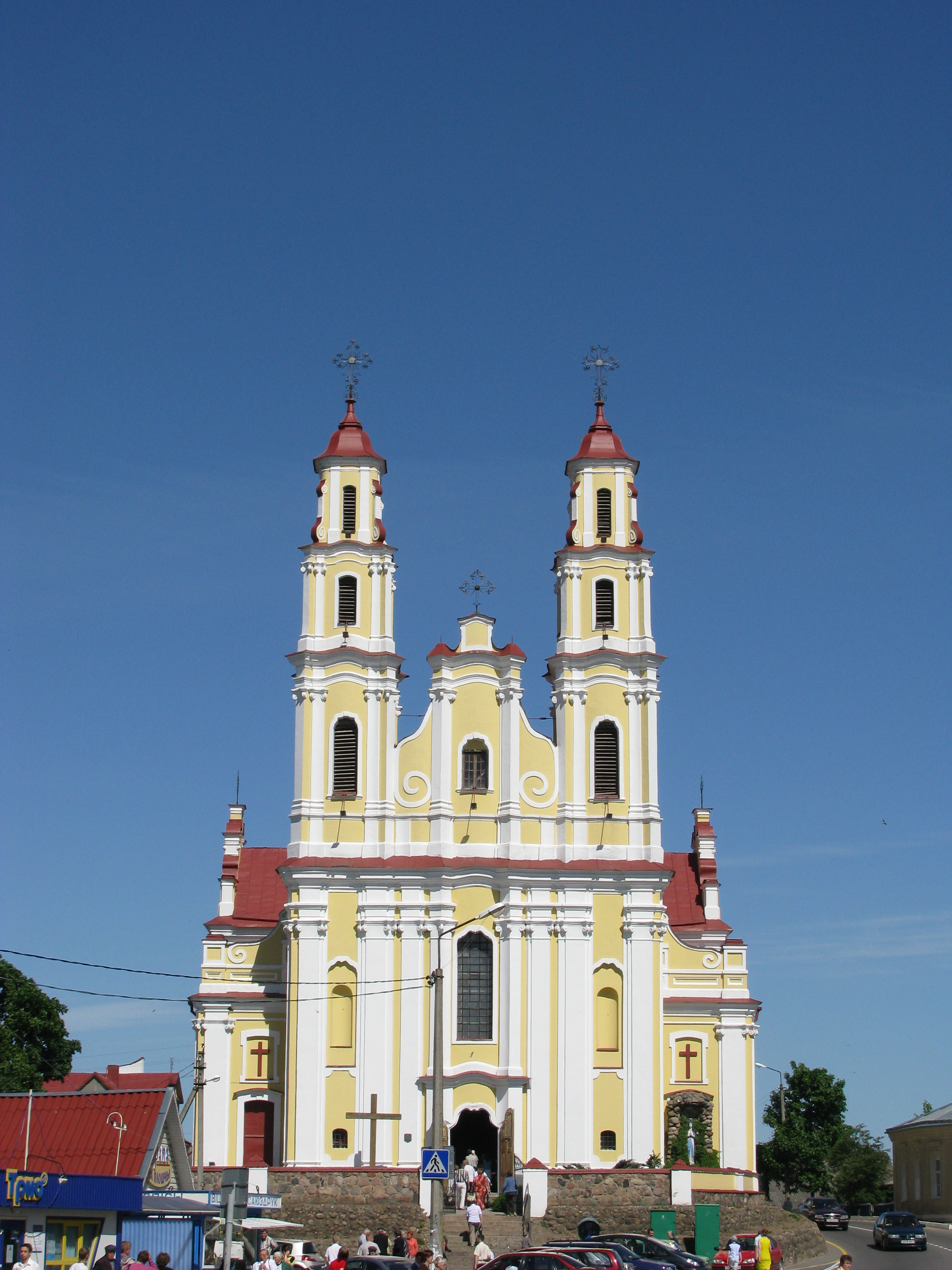
Kościół Trójcy Świętej
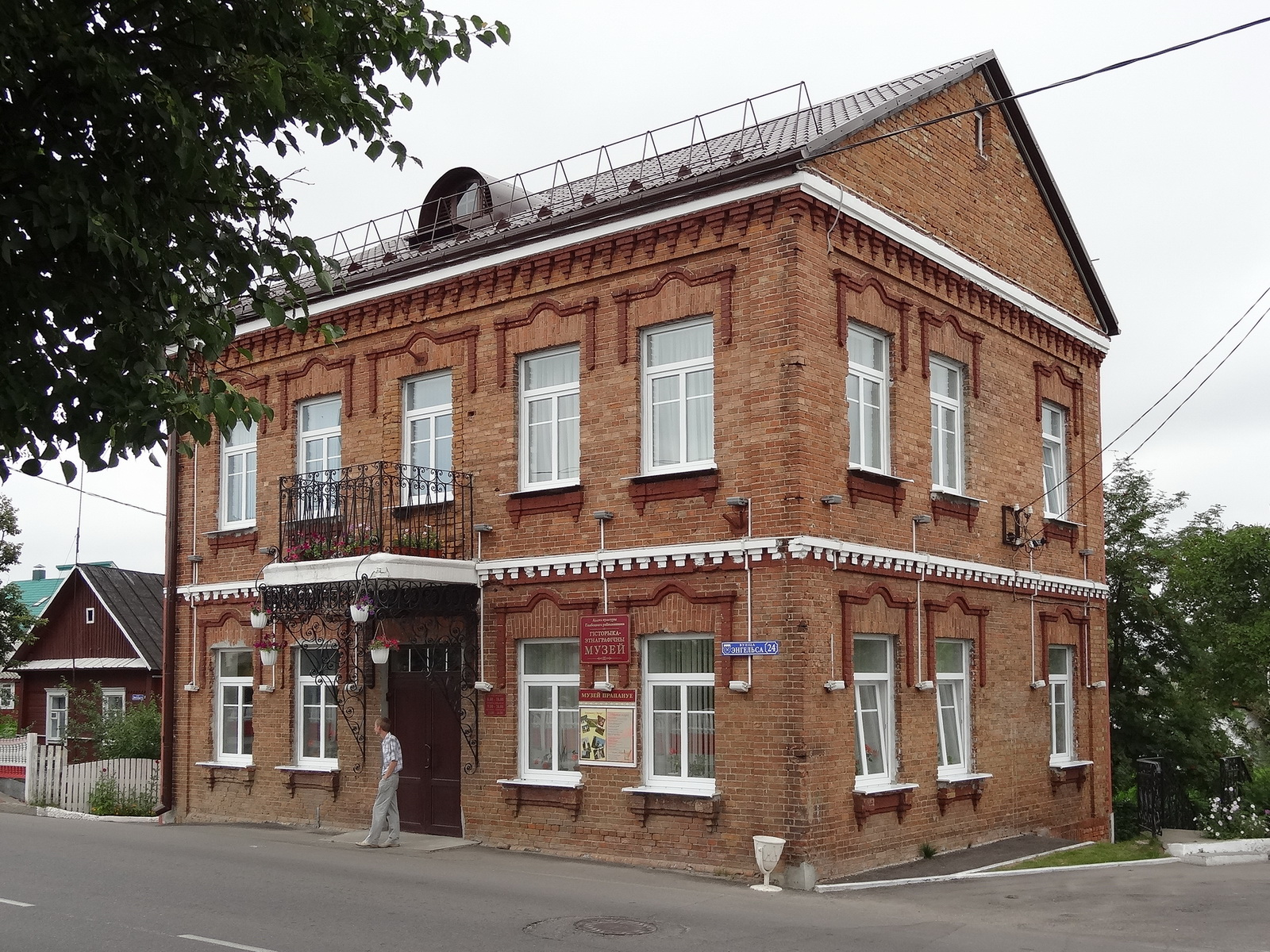
Muzeum Historii i Etnografii regionu głębockiego
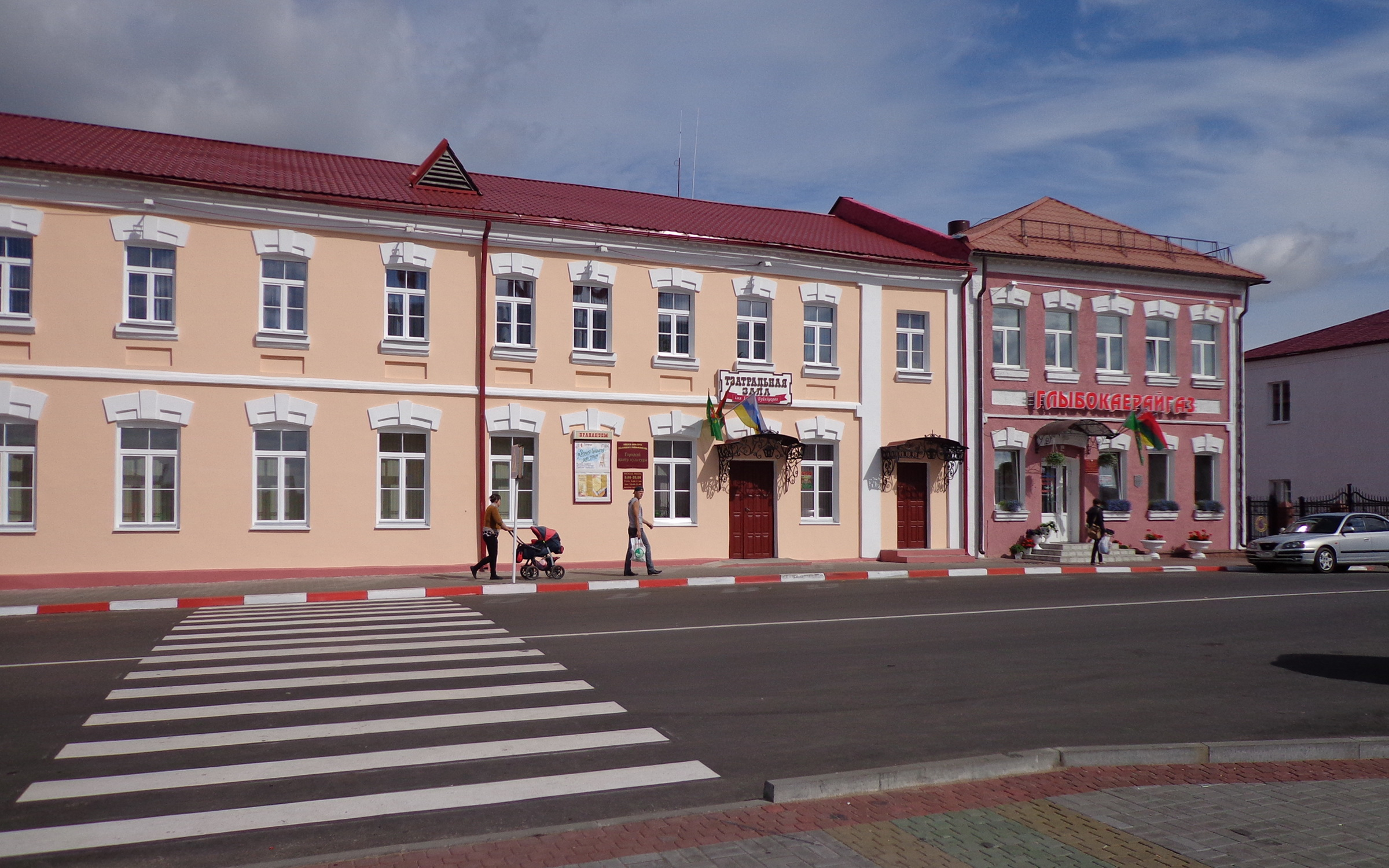
Teatr
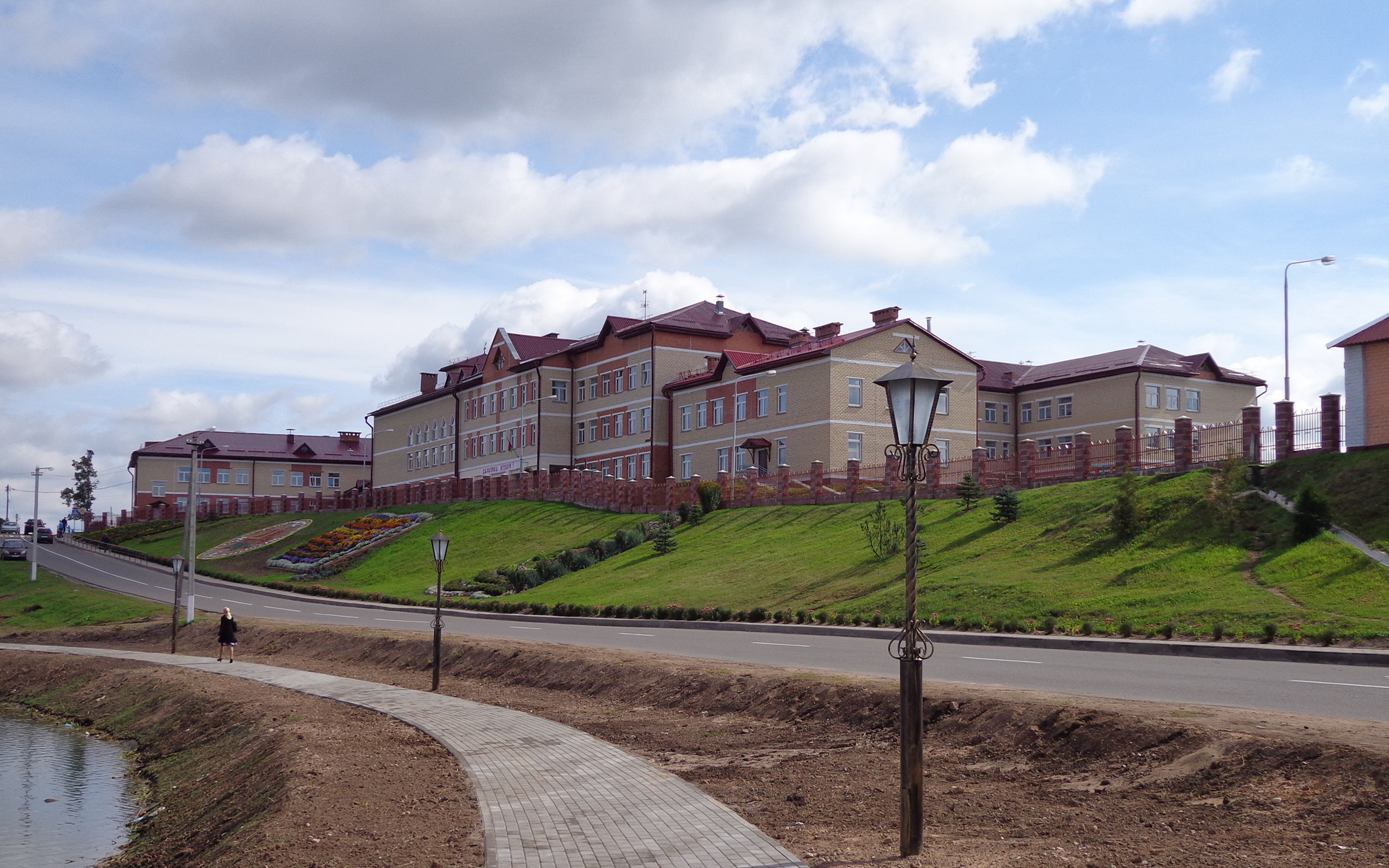
Szkoła średnia Nr 1
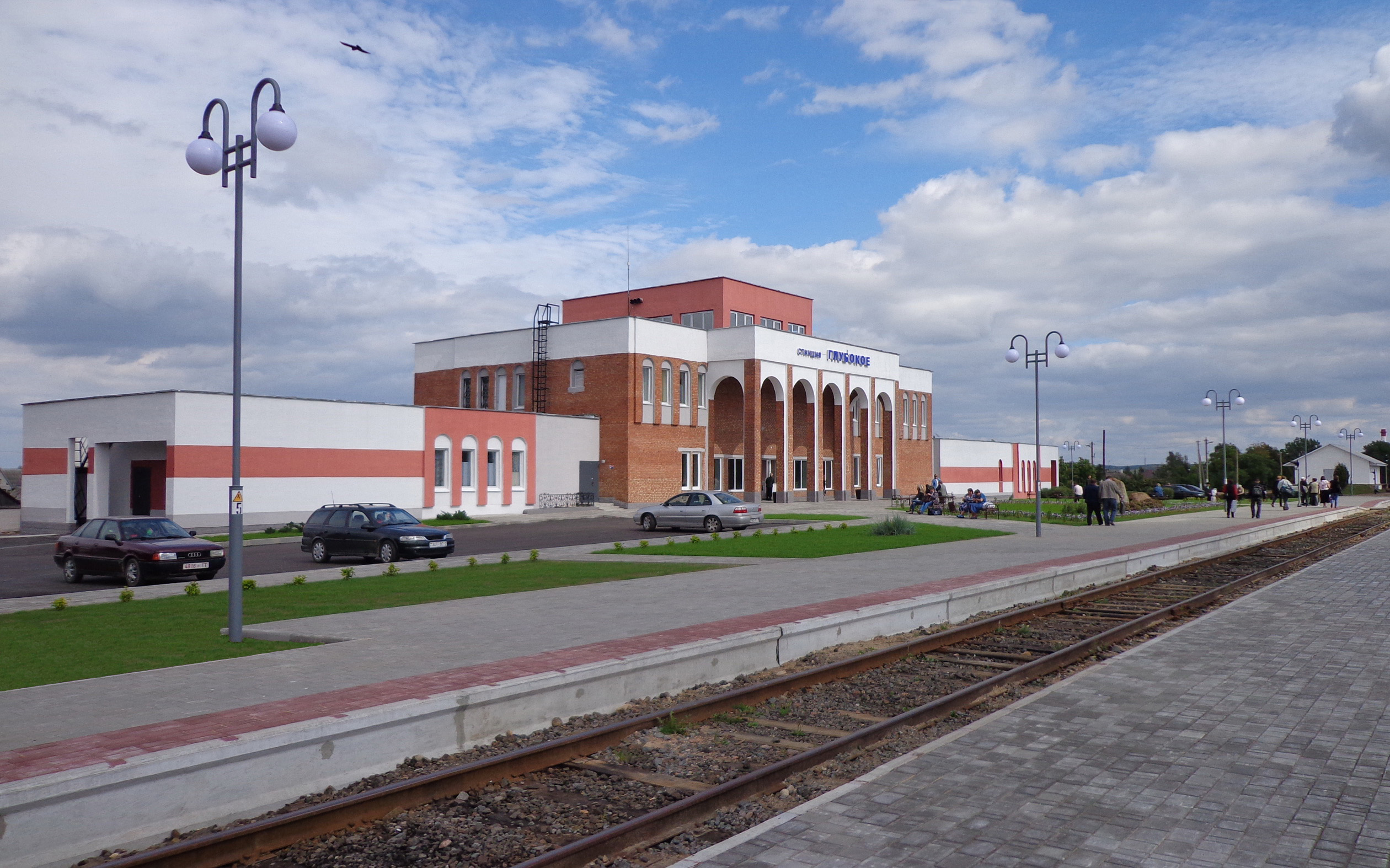
Dworzec kolejowy
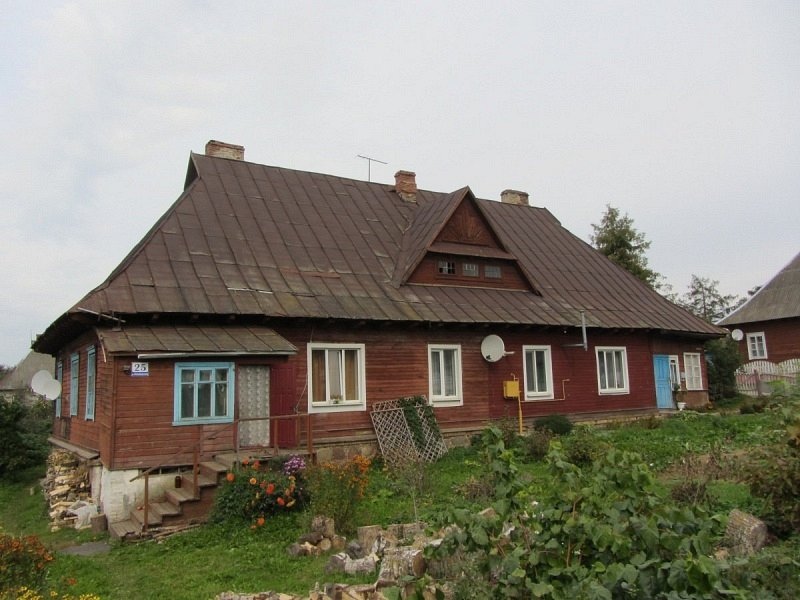
Jeden z domów w stylu zakopiańskim
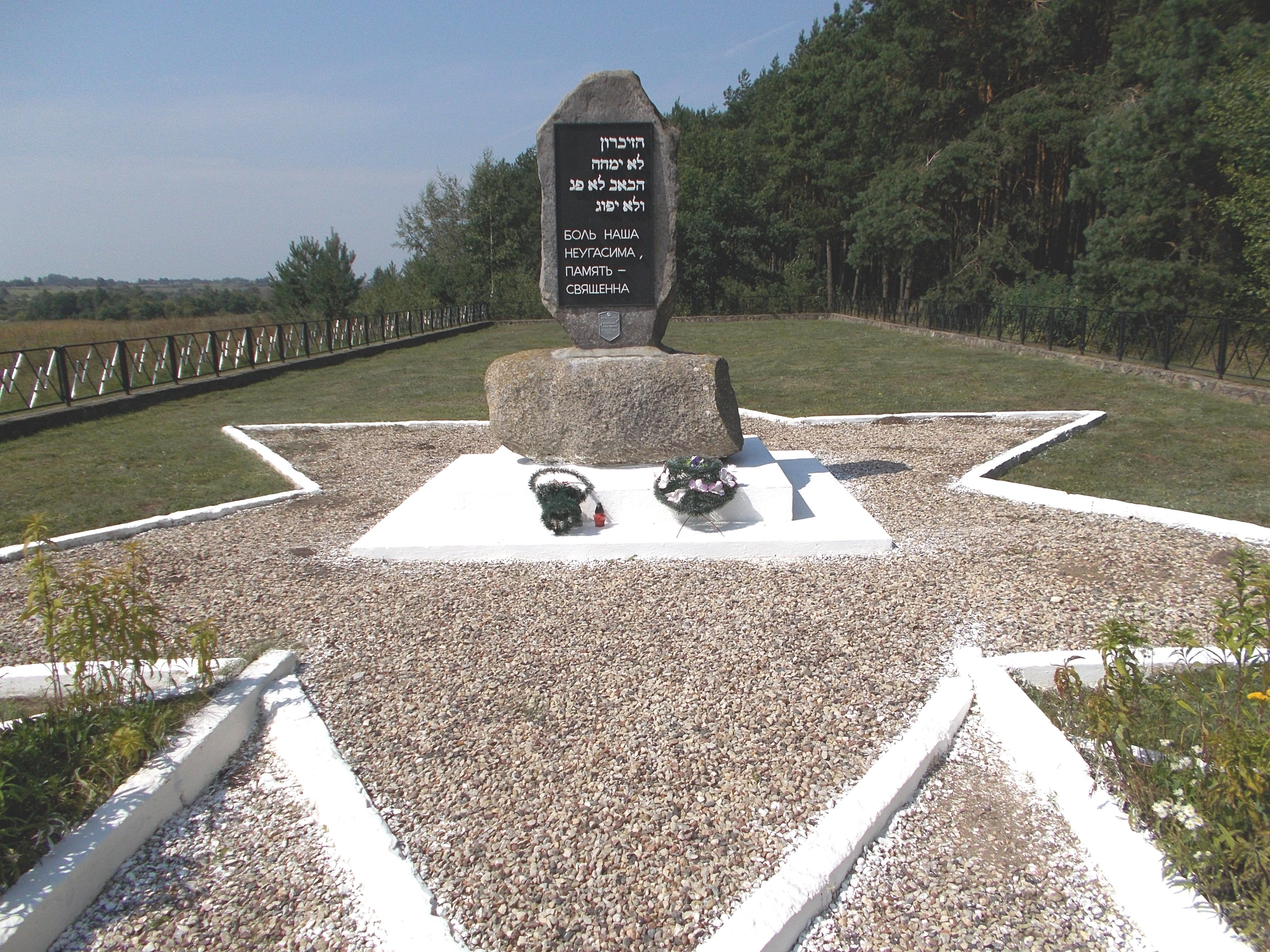
Pomnik upamiętniający ofiary głębockiego getta